# Distretto di Honggang
Il distretto di Honggang (红岗区S, Hónggǎng QūP) è un distretto della Cina, situato nella provincia di Heilongjiang e amministrato dalla prefettura di Daqing.